# Moisés rompiendo las Tablas de la Ley (Beccafumi)
Moisés rompiendo las Tablas de la Ley (El Becerro de Oro) es un cuadro del pintor Beccafumi (Domenico di Giacomo di Pace Beccafumi), realizado en 1537, que se encuentra en la Catedral de Pisa, Italia.

## El tema
Tres meses después de salir de Egipto y tras una batalla victoriosa contra los amalequitas, Dios ordena a Moisés a subir al monte Sinaí. Se promete al pueblo de Israel protección si obedecen su voz. Reunidos en la cima de la montaña, ven como el monte se cubre por una densa nube, truenos y relámpagos, temerosos. Moisés escucha a Dios sobre la montaña en medio del fuego y recibe los Diez Mandamientos.
Al descender con las Tablas de la Ley después de 40 días, ve al pueblo idolatrando a un becerro de oro e indignado, tira las tablas de piedra, que se hacen añicos. 

## Descripción de la obra

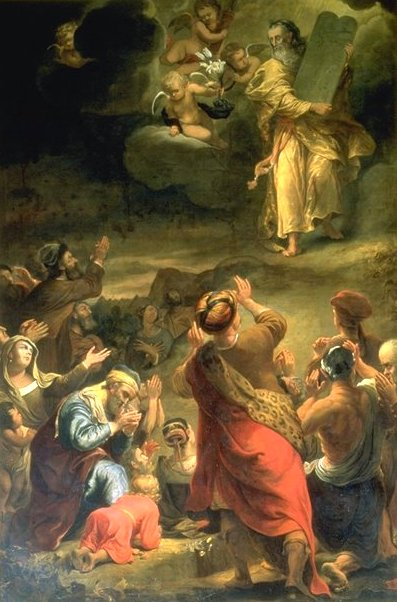
Moisés con las Tablas de la Ley, Palacio Real de Ámsterdam, Ferdinand Bol.

El autor congela el momento en el que el profeta está a punto de tirar la segunda tabla con los Diez Mandamientos, colérico ante la escena de idolatría que descubre al descender del Sinaí. La otra ya está hecha añicos a los pies de los israelitas sorprendidos ante el becerro de oro.
Rembrandt tiene una obra homónima.